# Dziennik Ustaw

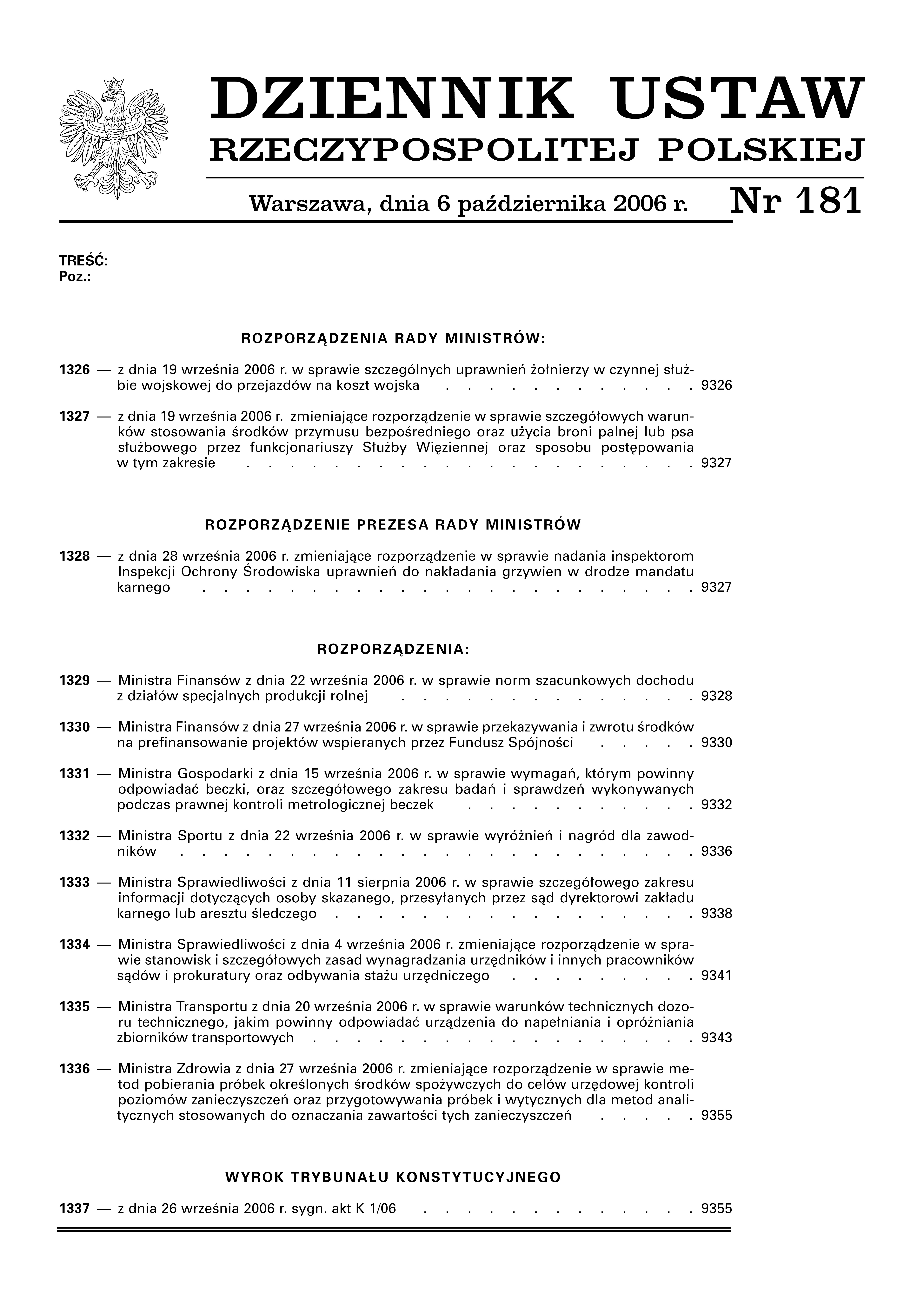

Die Dziennik Ustaw Rzeczypospolitej Polskiej (deutsch Gesetzblatt der Republik Polen) ist ein Gesetzblatt, das den Wortlaut der in Polen erlassenen Gesetze wiedergibt.

## Umfang und Leistung
Die Dziennik Ustaw umfasst ab 1918 unter anderem Verfassungstexte, aktuelle und historische Gesetze (Ustawa), Verordnungen (Rozporządzenie), Ankündigungen der Minister (Obwieszczenie) und Entscheidungen des Verfassungsgerichts zu Gesetzesakten. Hinzu kommt die Dokumentation von Rechtsvorschriften z. B. bei Wahlen des Sejm oder des Präsidenten, bei Volksabstimmungen und in Ausnahmezuständen. Es werden weitere Rechtsvorschriften im Gesetzblatt veröffentlicht, wenn einzelne Gesetze dies vorsehen.
Seit 1. Januar 2012 wird das Dziennik Ustaw ausschließlich online veröffentlicht. Der Service wird der Allgemeinheit unentgeltlich und ohne Registrierung angeboten. Herausgeber war ursprünglich das Ministerium für Verwaltung und Digitalisierung (Ministerstwo Administracji i Cyfryzacji) und ist seit der Abschaffung des  Ministeriums für Digitalisierung die zentrale Regierungsbehörde für die Gesetzgebung (Rządowe Centrum Legislacji).
Das Gesetzblatt wird in Form einer durchsuchbaren Online-Datenbank (Rechtsinformationssystem) angeboten, wobei auch die älteren Gesetzblätter durch OCR durchsuchbar gemacht wurden.
Zur Verfügung gestellt werden die Daten in den Datenformaten PDF und teilweise XML.